# Caroussel-Marsch
Caroussel-Marsch, op. 133, är en marsch av Johann Strauss den yngre. Den spelades första gången den 14 juni 1853 i Wien.

## Historia
Traditionen med ryttarspel fortsatte vid kejserliga hovet i Wien långt in på 1800-talet. De hade funnits sedan medeltiden och kända tonsättare såsom Joseph Haydn och Ludwig van Beethoven hade skrivit musik till dessa händelser. De nådde sin höjdpunkt under Wienkongressen 1815 då Europas regenter och statsmän var samlade i staden. Ett av dessa ryttarspel (ty. 'Caroussel') ägde rum vid en vårfest i Spanska ridskolan den 21 maj 1853. Även om evenemanget inte var öppet för allmänheten kunde tidningarna rapportera om Caroussel ned till minsta detalj. Händelsen inspirerade Johann Strauss den yngre till att komponera sin marsch som spelades första gången den 14 juni 1853 i Volksgarten.

## Om marschen
Speltiden är ca 2 minuter och 41 sekunder plus minus några sekunder beroende på dirigentens musikaliska tolkning.

## Weblänkar
- Caroussel-Marsch i Naxos-utgåvan.